# 三原山
三原山（みはらやま）は、東京都大島町の伊豆大島にある火山。最も高い峰は中央火口丘にある標高758mの三原新山で、伊豆大島の最高峰となっている。観光地として火口を周遊する遊歩道なども整備されている。

## 構造
伊豆大島は玄武岩質マグマの噴出でできた成層火山で、島の中央にあるカルデラは幅2500m、長さ3200mのまゆ型で複数のカルデラ地形が複合していると考えられている。三原山は、そのカルデラ内の南西部に位置する中央火口丘（内輪山）である。
主に玄武岩質マグマスパター、スコリア、火山弾、火山灰の累積から形成されている。カルデラ床からの比高は最大約150m、底径約1.2kmで、径約800mの火口がある。火口内は1986年（昭和61年）に噴火した際の溶岩に埋められて、ほぼ平坦だがやや南部寄りに径約300m、深さ約200mの竪坑状火孔がある。この火孔は噴火時に溶岩で満たされるがその後、数年から十数年かけて次第に陥没し、ほぼ同じ規模の火孔が再生することがここ150年ほどの噴火で繰り返されている。

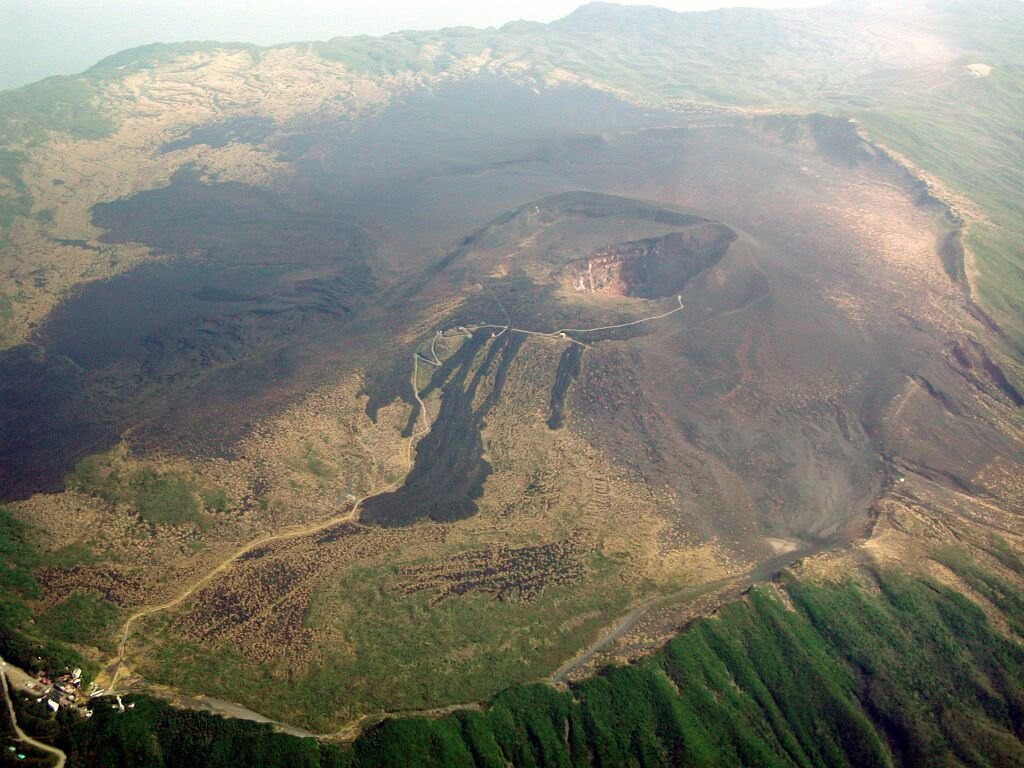
伊豆大島のカルデラと三原山（中央右上）、2003年。本来はカルデラ内にある高まりが三原山であるが誤解されやすい。

## 周辺環境
内輪山を形成するカルデラ壁の標高はおおよそ600-700mで、カルデラの外側の山腹には数多くの側火山が存在する。カルデラ床には溶岩流やスコリアや玄武岩溶岩が細かく砕けた砂が堆積している。
中央火口丘の西側の溶岩原は表砂漠、北東の泉津地区に広がる溶岩原は裏砂漠、その南方のものは奥山砂漠と呼ばれる。裏砂漠と表砂漠は火山性ガスの影響により、ほとんど植生のない黒いスコリアに覆われた荒涼とした風景が広がっている。一方、表砂漠は1950年−1951年の噴火以前は砂に覆われ、観光用ラクダが飼育されていたが、1951年に溶岩流に覆われて以降は溶岩の上に苔の植物が定着している。

## 火山活動史
伊豆大島では約2万年前から現在まで、100年ないし200年毎に合計100回前後の大噴火が起きたと考えられている。古くから島民は噴火を御神火、火山を御神火様と呼び敬ってきた。名前の「三原」は、出産のように溶岩や土石流を噴出することから、子宮や体内を表す「御腹（みはら）」から来ているとされる。古代の火山活動については六国史などに記述があるが、伊豆諸島の中で伊豆大島三原山の噴火と断定できるものはない。
伊豆大島の名が噴火記録に出てくるのは、竺仙録に「海中有一座山、名曰大島、毎年三百六十日、日々火出自燃」とあるのが最初で、1338年ごろの様子を記述したと考えられている。島内の元町地区にある薬師堂の祈祷札には、天文21年9月19日（1552年10月17日）に「御原ヨリ神火出テ同廿七日ノ夜半、江津ニ嶋ヲ焼出」という記録がある。これが噴火場所として「みはら」という名が出てくる最初の記録である。
近世の大噴火としては、1684年（天和4年）から1690年（元禄3年）にかけての噴火と1777年（安永6年）の噴火が挙げられ、いずれも溶岩がカルデラ壁を越えて流出するほどで、御救米が下されたという。多くの記録は「大島焼」や「大嶋焼出」と記述されているが、安永以降の記録には伊豆大島内の噴火場所として「三原山御洞」との記述が増える。

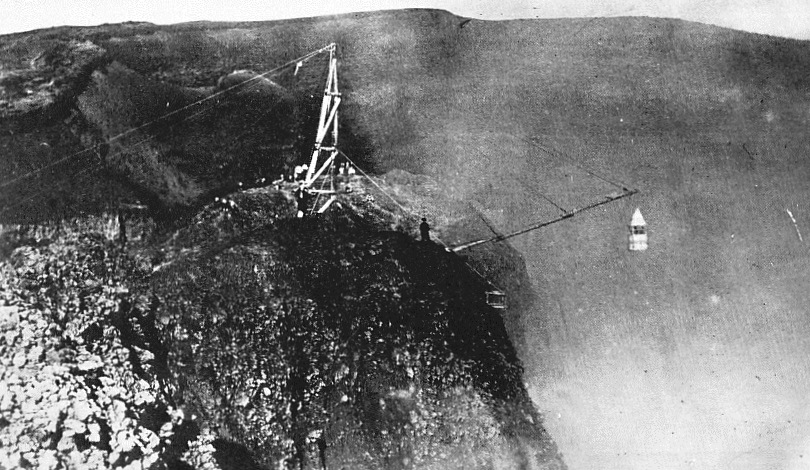
三原山噴火口を探査する読売新聞社のゴンドラ（1933年7月）

### 1950-51年（昭和25-26年）の噴火
この噴火までは火口の北東にある標高754mの剣ガ峰が最高峰であったが、火口の南部にこれより高い三原新山ができた。噴火から2か月後に溶岩は内輪山を越えてカルデラに流れ出した。三原新山は竪坑状火孔再生に伴い、北半分が陥没して失われている。噴火そのものは中規模（噴出量数千万トン）の噴火であった。1957年（昭和32年）には火山弾によって1人が死亡、53人が怪我をした。この時、大島町役場の避難指示の対応が遅かったとして糾弾を受け、この時の記憶が1986年の噴火の際に活かされることとなった。

### 1986年（昭和61年）の噴火

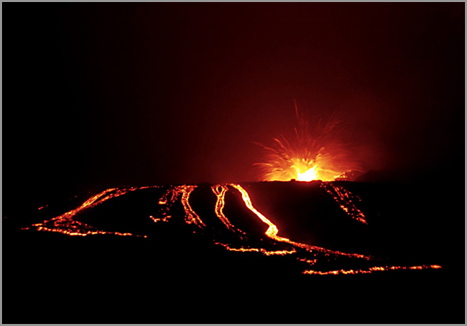
1986年

11月15日、山頂の竪坑状火孔で始まった。11月19日昼頃には直径800mの内輪山の内側が溶岩で埋め尽くされ、内輪山縁にあった火口茶屋が焼失した。さらに溶岩が内輪を超えて北西部からカルデラに800m流れ出した。噴火を見ようと5,000人を超える観光客が押し寄せた。その後、噴火は一旦小康状態となり、立ち入り禁止区域に指定されて営業できなくなった商店が営業許可を求めて町役場に陳情に訪れるなど、楽観ムードが漂い始めた。
しかし、噴火開始から6日後の11月21日昼過ぎからカルデラ北部で地震が頻発し、午後4時15分にカルデラ床からの割れ目噴火が発生した。この噴火は一連の噴火で最大級のもので、噴煙は高度8,000mに達した。これまでに経験したことのない揺れと噴火を前に大島町役場は直ちに対策本部を設置、本部長には当時の大島町長の植村秀正により、町助役の秋田壽が指名された。秋田は、1957年の噴火を知る数少ない現役職員の一人であった。
午後5時46分には、これまで想定されていなかった外輪山外側の北西山腹からも割れ目噴火が始まり、溶岩が斜面を流れ下りおよそ3,000人が住む元町集落に迫った。なお、この溶岩は最終的に元町の人家から数百mの地点にまで迫った。割れ目噴火は北西側に伸びたため、当初は島南部への避難が行われたが、地震活動が南東部へ移動したことや波浮港周辺での開口割れ目が確認され、噴火のさらなる拡大が懸念されたことを受けて、22時50分には全島避難が決定された。対策本部の救援要請を受け東海汽船所属船8隻や周辺の漁船2隻が救援に駆け付けたほか、時の第1次中曽根内閣の政治決断により海上保安庁の巡視船8隻や海上自衛隊の護衛艦2隻も急遽派遣された。安全保障会議設置法適用第1号であり、後藤田正晴官房長官が筆頭となり官邸主導で指揮を執った救難作戦は優れた危機管理の事例として高く評価される反面、住民救出のために編成された護衛艦艇群は後藤田官房長官に暗に促された鈴木俊一東京都知事が災害派遣を正式に要請した時には、すでに大島に向かった後であったともされており、国土庁を始めとする各省庁からは横暴であると記者会見で非難された上に国会では公明党などから職権乱用、省庁権限の干犯として激しい糾弾を浴びることとなった。後の阪神・淡路大震災で自衛隊の大規模な出動が遅れたと批判を浴びるがこの時の経緯が影響を与えている。
東海汽船は、政府からの船舶派遣要請前に自主判断で高速船シーホークに観光客を稲取港に脱出させた後、当時東京港にいたすべての所有船を大島に派遣した。このとき、定期船で乗客がすでに乗っていた船では事情を説明して退船してもらうなどしてすべての船を派遣している。海上自衛隊では横須賀港所属の艦艇を中心に艦艇が派遣され、南極に向けて出港したばかりの南極観測艦しらせも救助に参加した。
翌22日5時10分に最後まで残っていた大島支庁・大島町職員が退去し、全島民および観光客、1万226人の救出を完了した。島民は東京都内や静岡県におよそ1か月間避難した一方、島内の火力発電所の職員3人が東京電力本店の指示により島内に残り続けたほか、秋田助役も島内に留まり続け、約1か月後の島民の帰島の際に埠頭で島民を出迎えた。島外避難指示が正式に解除されたのは同年12月20日であった。火口周辺は1996年11月に解除されるまで立ち入り禁止となった。秋田ら対策本部の苦闘は後にNHK総合テレビ『プロジェクトX〜挑戦者たち〜』で題材として取り上げられ、2000年5月30日の第10回「全島一万人 史上最大の脱出作戦〜三原山噴火・13時間のドラマ〜」にて放送された。
山頂の三原神社が被災しなかったことから、大島の七不思議に数えられている。
全島避難が進むさなかも山中や噴火口付近には、噴火の映像を捉えるために複数のカメラマンが潜入し続けていたとも言われており、フジテレビが撮影したマグマを噴き上げる火口付近の映像に、「いるはずのない歩く人影が映っている」として衝撃映像特番で度々引用された。この人影はオカルトとして語られることがあったが、実際は活火山撮影を専門としていた島根県在住の民間人カメラマンであったことが後に本人の証言により明らかとなっている。なお、このカメラマンは噴火当時山中に長時間滞在し続けたため、全島避難当時には行方不明者扱いされた。

## 観光

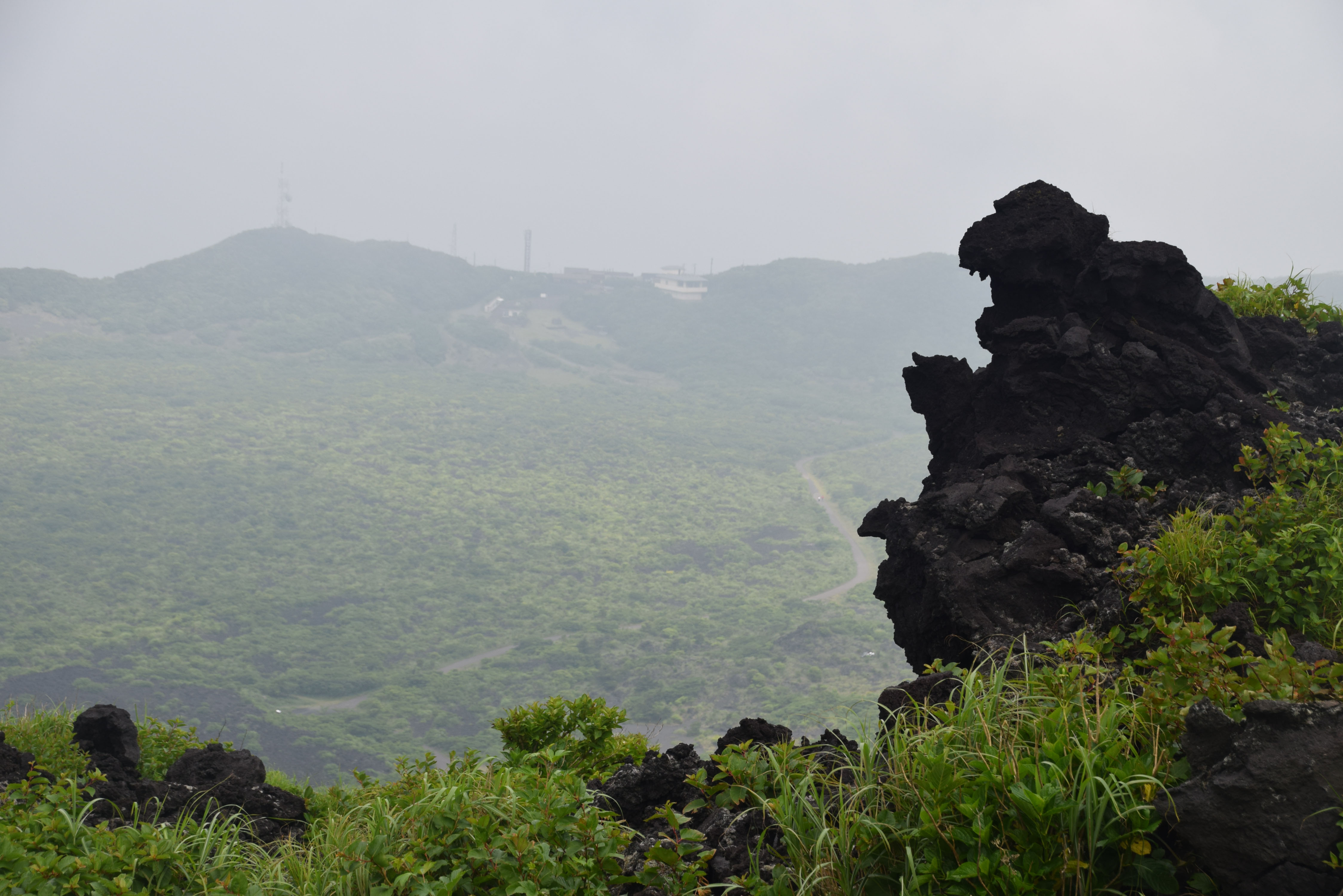
火口一周道路にあるゴジラ岩。後方に外輪山にある頂上登山口から頂上への登山道路「三原山頂口コース」（舗装済み）が見える。

カルデラ壁西部に観光バス終点となっている御神火茶屋と呼ばれる展望台などが整備された場所があり、主要な三原山アクセス道となっているほか、一周都道の数ヶ所からカルデラ内～三原山に入る登山道がある。1986年の噴火の際に「ゴジラ岩」が形成され、名所の一つになっている。
- 三原神社
- 裏砂漠
- 火口展望台
- 火口茶屋
- 三原山展望台
- 噴火口展望台
- 新火口展望台
- 三原峠見晴らし台
- 三原山温泉[12]
- 千波地層切断面
- 伊豆大島火山博物館

登山道
次のような登山道がある。
- 北西の三原山頂口コース：バスの終点である三原山頂口（外輪山にある）から、カルデラを経て、火口一周道路（お鉢めぐり）の三原山展望台まで。最も一般的なコースで、完全舗装済み。
- 北の大島温泉ホテルコース：大島温泉ホテル（外輪山にある）から、カルデラを経て、火口一周道路まで。
- 北東のテキサスコース：大島一周道路から、大島温泉ホテルコースへ頂上付近で合流。
- 東の月と沙漠ライン：大島一周道路から少し車で入れて、そこから「木星号遭難碑」を経て、山腹の裏沙漠の第一・第二展望台まで

これら以外に、
- 火口一周道路：内輪山をお鉢めぐり。
- 火口アクセス道路：内輪山から内側カルデラを火口へ。
- 表沙漠ルート：三原山頂口コースの途中から、カルデラ内の表沙漠を経て、月と沙漠ラインへ繋がっている。

一般に、風が強い日が多いので、要注意。

## 画像解説

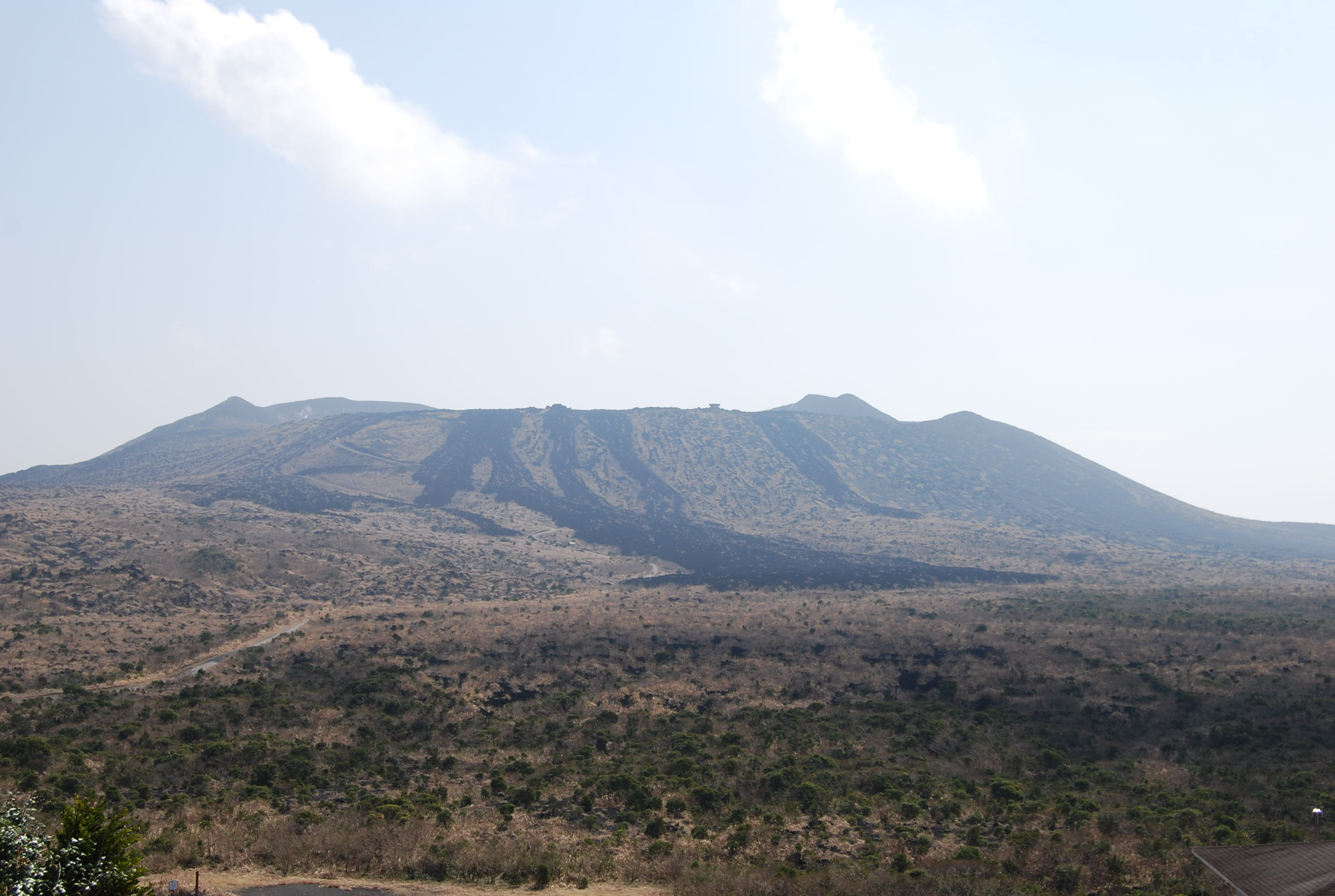
三原山と溶岩流（2008年）
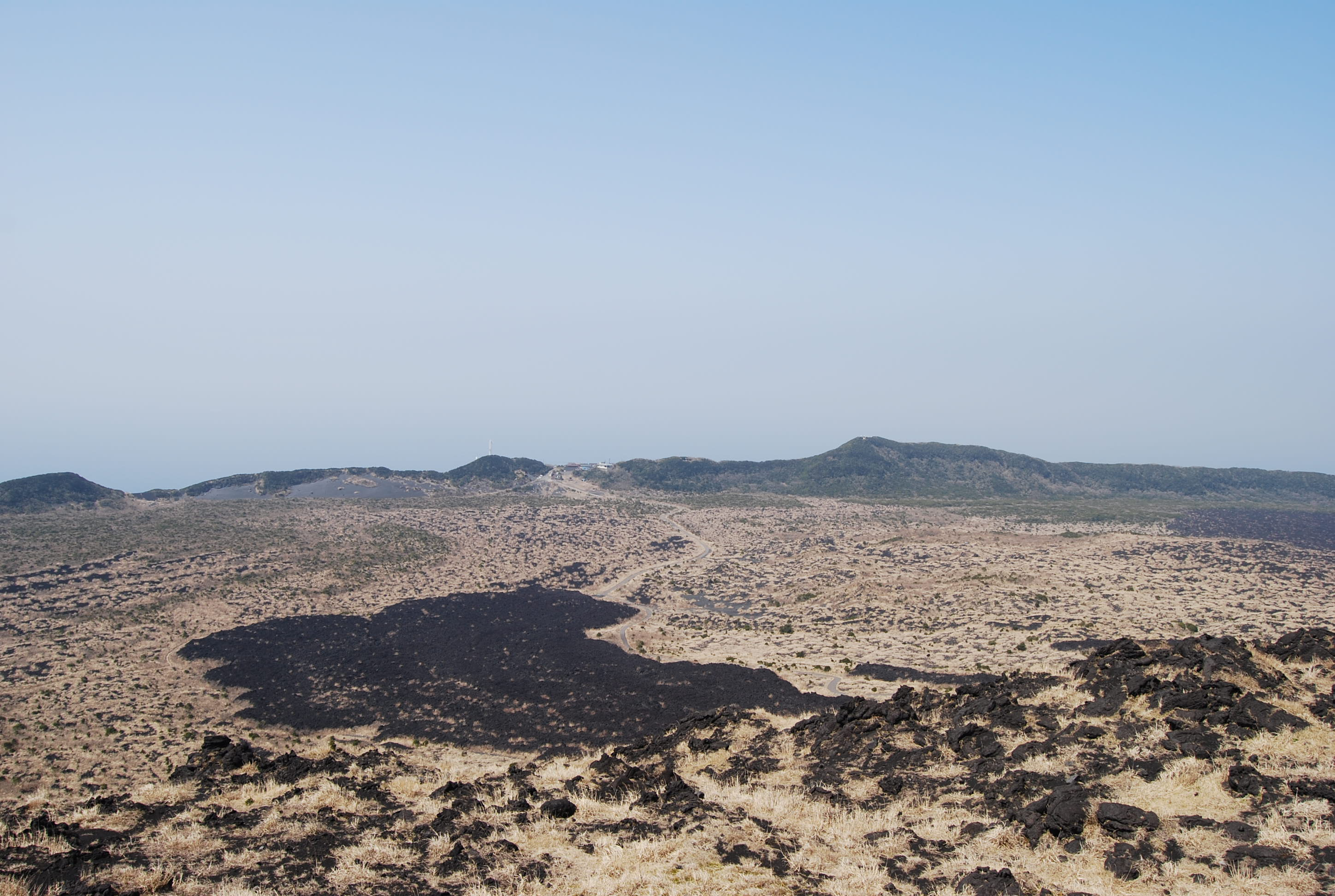
右下は1986年の噴火で三原山から流れた溶岩（2008年）
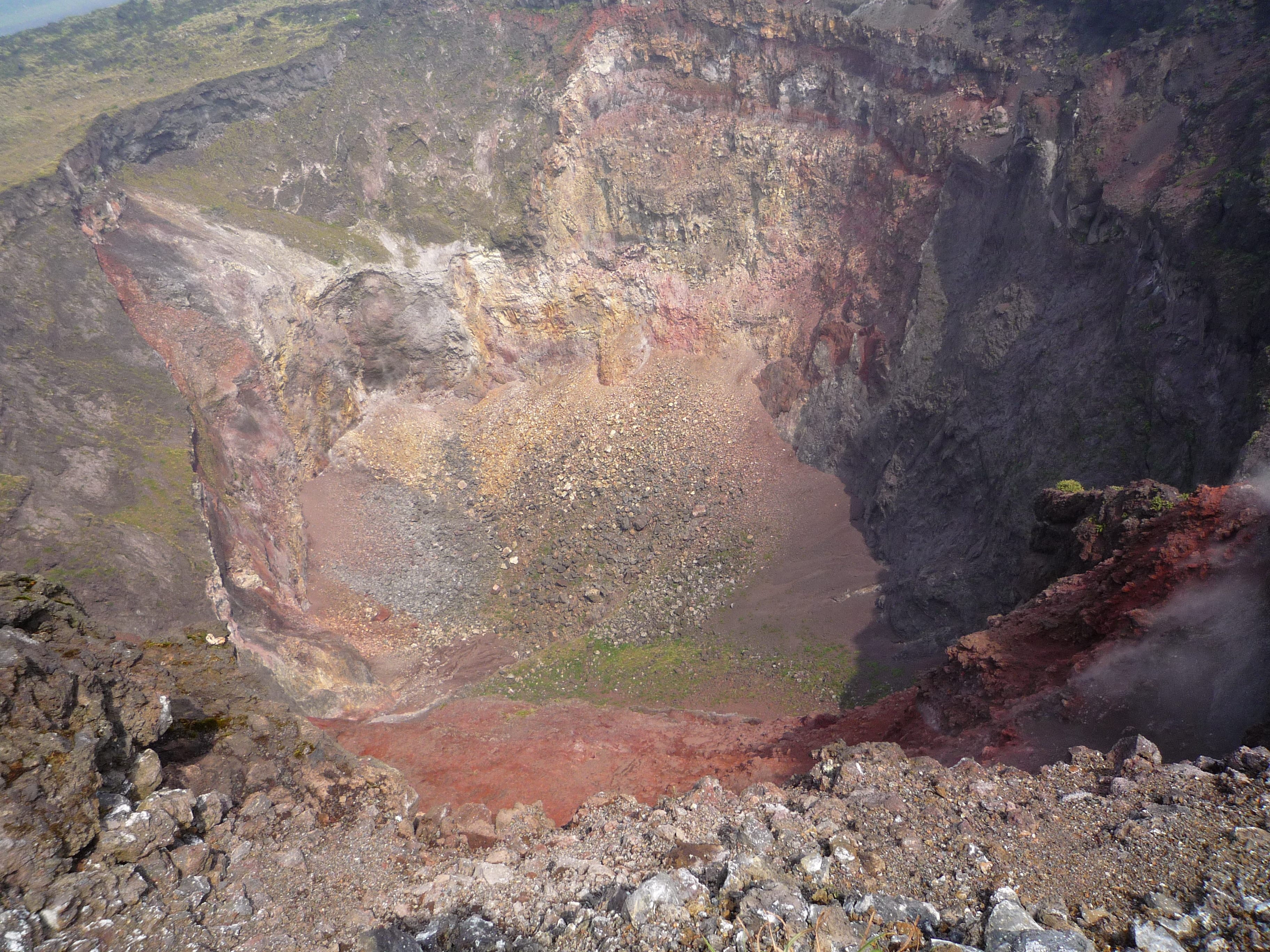
山頂火口にある竪坑状火孔（2008年）
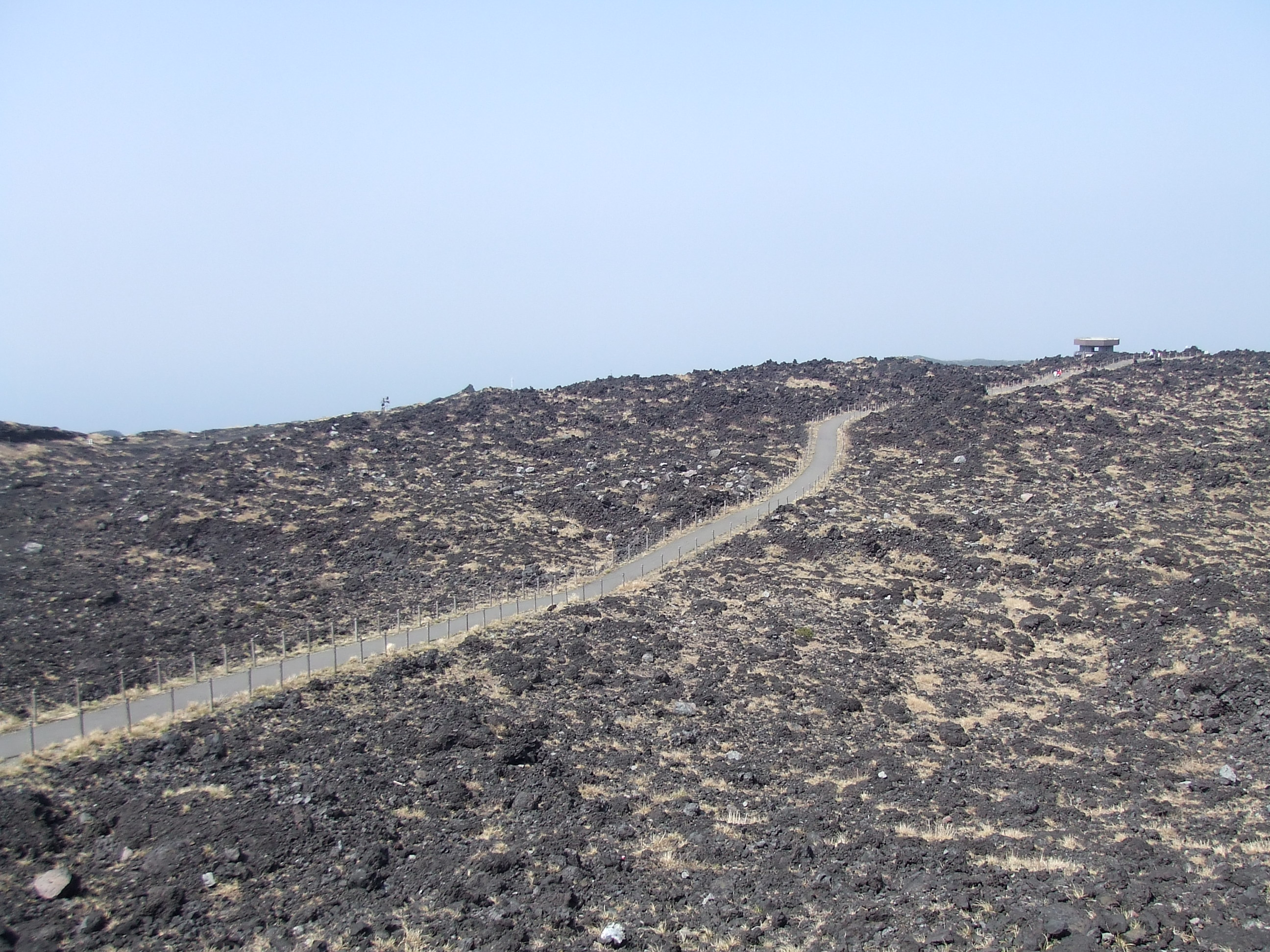
遊歩道（2008年）

## その他
かつては自殺の名所であった。1933年1月9日と2月12日に実践女学校の生徒が噴火口へ投身自殺。2件とも同じ同級生が自殺に立ち会っていたことがセンセーショナルに報道され、この年だけで129人が投身自殺した。未遂者も多く「三原山病患者」と呼ばれた。なお、発端となった2件の自殺に立ち会っていた同級生も同年4月に髄膜炎で死亡している。高橋たか子の小説『誘惑者』はこの事件をモデルにしたものである。ジャーナリストの阿部真之助は、自殺者がでてから伊豆大島は観光地として栄え始めたと述べている。
1984年に公開された『ゴジラ』のラストシーンは、「ゴジラが三原山の火口に誘導されて落とされ、消息不明になる」というものだった。また、続編『ゴジラvsビオランテ』（1989年公開）では、1986年の企画スタート直後に三原山の噴火を実際に撮影し、作中においてゴジラ復活の予兆として用いている。